# غراي ماريغارد
غراي ماريغارد (بالفرنسية: Gary Marigard)‏ (6 يناير 1988 بكايين في فرنسا - ) هو لاعب كرة قدم فرنسي في مركز الدفاع. شارك مع منتخب غويانا الفرنسية لكرة القدم. أما مع النوادي، فقد لعب مع نادي كويفيلي.

## وصلات خارجية
- غراي ماريغارد على موقع رابطة كرة القدم الفرنسية للمحترفين (الإنجليزية)
- غراي ماريغارد على موقع قاعدة بيانات كرة القدم.إي يو (الإنجليزية)
- غراي ماريغارد على موقع قاعدة بيانات كرة القدم.إي يو (الإنجليزية)
- غراي ماريغارد على موقع ليكيب (الفرنسية)
- غراي ماريغارد على موقع ناشيونال فوتبول تيمز (الإنجليزية)
- غراي ماريغارد على موقع Soccerway.com (الإنجليزية)